# Kristen Gilbert
Kristen Heather Gilbert, nata Kristen Heather Strickland (Fall River, 13 novembre 1967), è una serial killer statunitense, condannata per quattro omicidi e due tentativi di omicidio di pazienti in cura al Veterans Affairs Medical Center (VAMC) di Northampton..
Causava arresti cardiaci iniettando tramite fleboclisi dosi massicce di adrenalina, uno stimolante cardiaco non rintracciabile. Rispondeva poi alle chiamate d'emergenza, spesso rianimando di persona i pazienti.
Le vittime accertate della Gilbert sono Stanley Jagodowski, 65 anni, Henry Hudon, 35 anni, Kenneth Cutting, 41 anni ed Edward Skwira, 69 anni.

## Biografia
Kristen Gilbert è nata il 13 novembre 1967 a Fall River, in Massachusetts. È la figlia maggiore di Richard e Claudia Strickland. Richard Strickland era un dirigente di un'azienda di elettronica; Claudia era una casalinga e insegnante part-time.
Durante l'adolescenza, amici e familiari notarono che la Gilbert era una bugiarda abituale. Aveva dei precedenti di finti tentativi di suicidio per manipolare le persone. La Gilbert secondo i capi d'accusa aveva fatto delle violente minacce ad altri da quando era piccola.
Si diplomò alla Groton-Dunstable Regional High School a Groton, Massachusetts. Nel 1986, si iscrisse alla Bridgewater State College a Bridgewater, sempre in Massachusetts. La polizia del Bridgewater State College disposero che la Gilbert ricevesse cure psichiatriche dopo un falso tentativo di suicidio. A causa di questo, nel 1987,si trasferì al Mount Wachusett Community College a Gardner, Massachusetts e dopo al Greenfield Community College a Greenfield, Massachusetts. Si diplomò al Greenfield Community College con un diploma di infermiera e divenne infermiera abilitata nel 1988. Più tardi lo stesso anno, sposò Glenn Gilbert.

### Omicidi
Nel 1989 aderì allo staff della VAMC a Northampton. Apparve nel magazine VA Practitioner nell'aprile del 1990. Altre infermiere notarono un alto numero di vittime sotto il controllo della Gilbert, ma non diedero peso ai fatti ed iniziarono scherzosamente a chiamarla “Angelo della morte". Nel 1996 tre infermiere parlarono della loro preoccupazione riguardo al crescente numero di morti per arresto cardiaco e la diminuzione di scorte di adrenalina; ne seguì un'indagine. Gilbert telefonò fingendo un allarme bomba per depistare le indagini.
Nel 1996 venne avviata un'indagine ospedaliera riguardante le morti sospette occorse durante i suoi turni. Quell'autunno la Gilbert andò in un ospedale psichiatrico sette volte, rimanendo ogni volta tra il giorno singolo e i dieci giorni. Al momento dell'arresto viveva a Setauket, nello Stato di New York, nella Contea di Suffolk. Nel gennaio 1998 la Gilbert fu processata per il finto allarme bomba a Northampton che aveva fatto per vendicarsi dei colleghi e dell'ex ragazzo James Perrault per aver partecipato alle indagini. Nell'aprile 1998 la Gilbert fu condannata per il crimine.
Alcuni dichiararono che la Gilbert si comportava così per attirare l'attenzione di James Perrault, un poliziotto che aveva una relazione con lei nonostante fosse sposata. Le regole dell'ospedale richiedevano che un poliziotto fosse presente ad ogni situazione di emergenza. I membri dell'ospedale ipotizzarono che la Gilbert fosse responsabile per più di 80 morti e circa trecento situazioni di emergenza. Il sostituto procuratore del caso William M. Welch II, asserì che la Gilbert stava avendo una relazione con Perrault all'ospedale. Perrault testimoniò contro la Gilbert, dicendo che gli aveva confessato almeno un omicidio mentre era ricoverata in ospedale. L'avvocato difensore David P. Hoose parlò di ragionevole dubbio basato sulla mancanza di prove dirette. Il Dottor William Boutelle, psichiatra direttore dello staff al Northampton VAMC, ipotizzò che avesse creato delle situazioni di emergenza per mostrare la sua bravura come infermiera.
La Gilbert aveva più volte minacciato violentemente gli altri da quando era adolescente. Al processo, l'accusa disse che la Gilbert aveva aggredito una persona con un grande coltello da cucina a Greenfield, Massachusetts nel gennaio o febbraio del 1988. L'accusa disse inoltre che aveva tentato di avvelenare due volte un paziente nel novembre 1995. L'accusa dichiarò poi che aveva tentato di avvelenare un altro paziente all'ospedale VA il 28 gennaio 1996 e che aveva causato un'emergenza medica rimuovendo un tubo per la respirazione ad un paziente il 30 gennaio 1994. Proseguirono le accuse dicendo che aveva lasciato un paziente che stava andando in arresto cardiaco il 9 novembre 1995, e che aveva dato l'allarme dopo che una collega si accorse della situazione, e che aveva minacciato una persona verbalmente e fisicamente nel luglio 1996. Mentre lavorava come assistente sanitaria prima di diventare infermiera, la Gilbert ustionò volontariamente un bambino mentalmente handicappato con un bagno in acqua bollente circa otto anni prima dei crimini all'ospedale VAMC.
La Gilbert fu condannata il 14 marzo 2001 in una corte federale. Nonostante il Massachusetts non abbia la pena di morte, i suoi crimini erano crimini federali e quindi potenzialmente punibili con essa. Tuttavia fu alla fine condannata all'ergastolo senza possibilità di libertà condizionata per più di vent'anni. La Gilbert fu trasferita da una prigione femminile a Framingham, in Massachusetts a una speciale prigione federale in Texas, dove è rimasta: il Federal Medical Center a Fort Worth.. La Gilbert lasciò cadere la possibilità di appello federale per un nuovo processo dopo che una recente sentenza della Corte suprema degli Stati Uniti permise all'accusa di richiedere la pena di morte in un nuovo appello.

## Vita privata
La Gilbert ha avuto due figli da Glenn Gilbert. Ha lasciato marito e figli durante la serie di delitti del 1995 e 1996.

## Libri
La Gilbert è il soggetto del libro Perfect Poison di M. William Phelps.